# Armando Vajushi
Armando Vajushi, född 3 december 1991 i Shkodra i Albanien, är en albansk fotbollsspelare (mittfältare) som spelade för den italienska klubben Pro Vercelli. Han är sedan den 24 augusti 2018 klubblös.